# Aufwärmen (Sport)

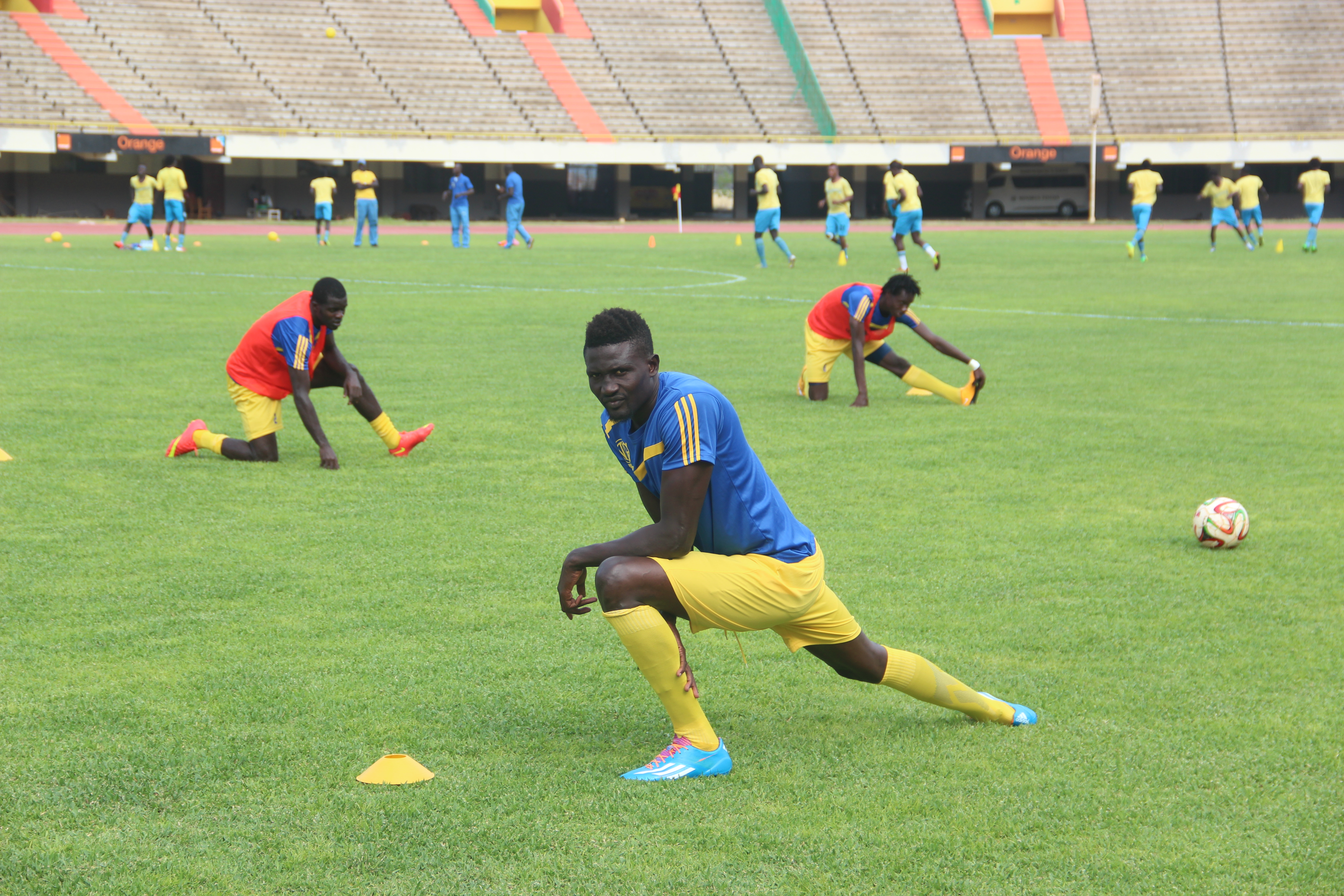
Allgemeines Aufwärmen: Fußballspieler beim Dehnen und Einlaufen

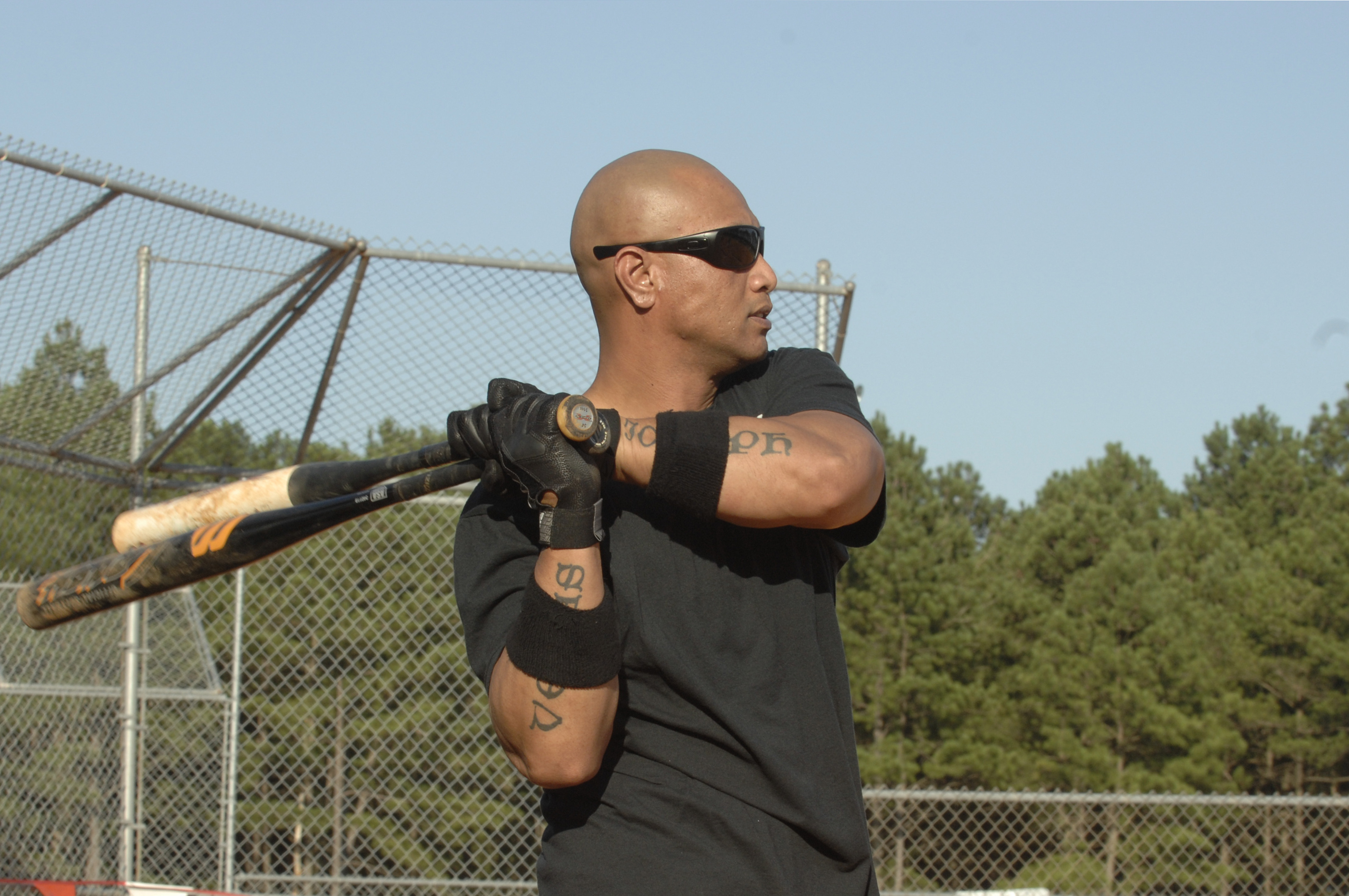
Spezielles Aufwärmen: Ein Softballspieler macht Schlagübungen

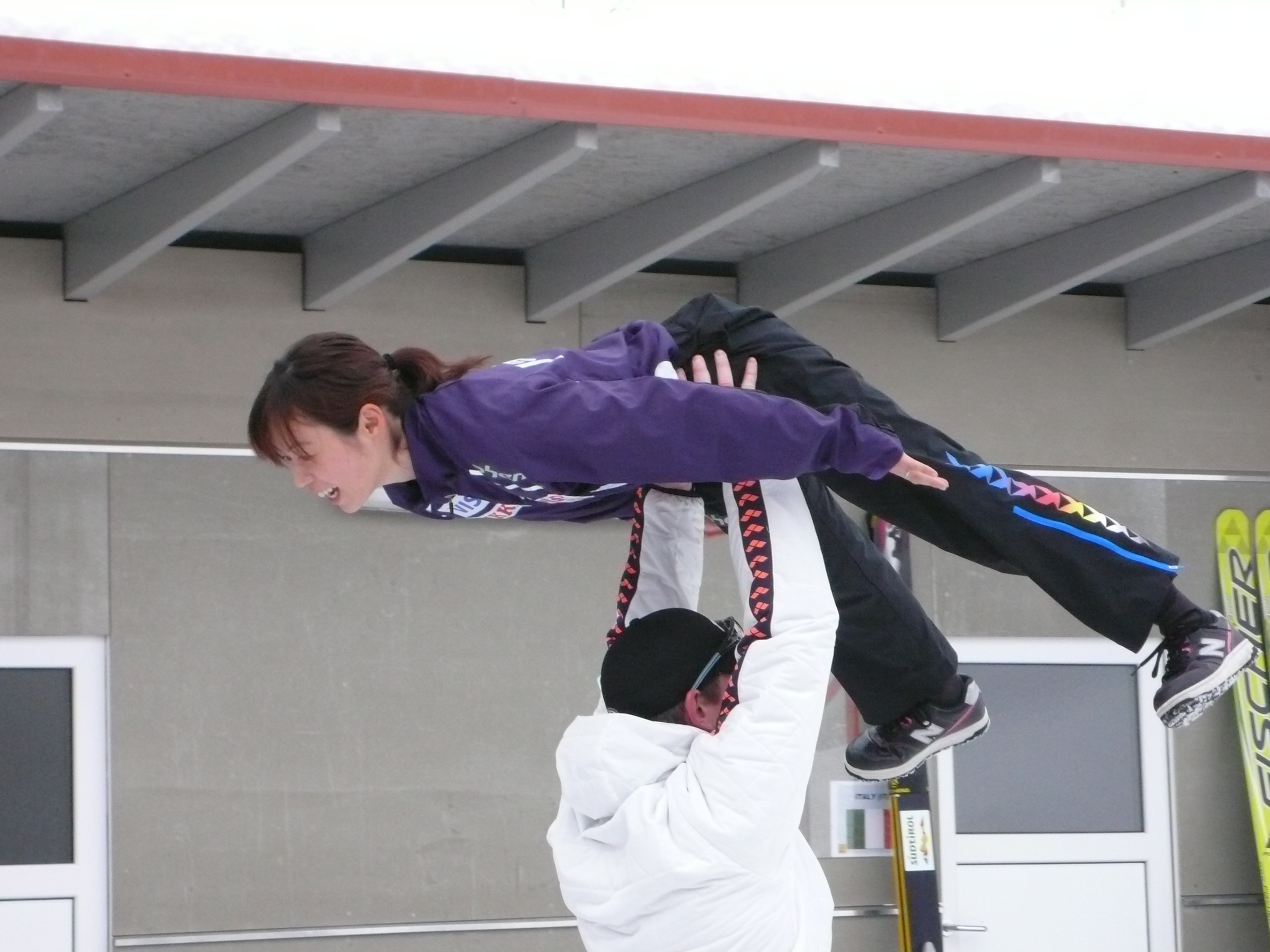
Spezielles Aufwärmen: Skispringerin Yoshiko Yoshiizumi übt mit ihrem Trainer den Flug

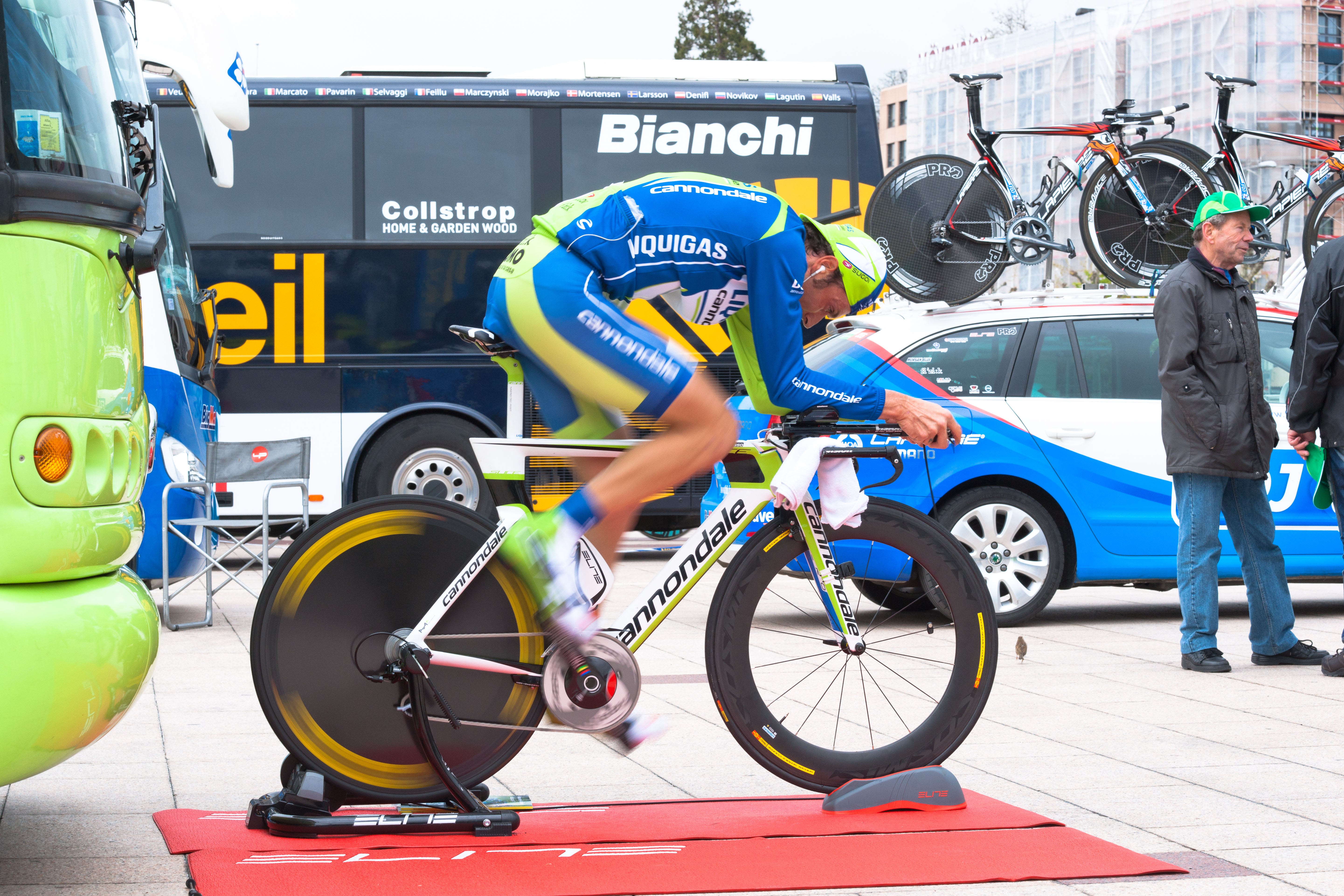
Spezielles Aufwärmen: Radrennfahrer Ivan Basso fährt sich auf dem Rollentrainer ein

Das Aufwärmen, auch Warmmachen, wird von Sportlern vor Übungen oder Wettkämpfen praktiziert, um vor allem die Muskeln auf die Belastung vorzubereiten und damit die sportliche Leistungsfähigkeit zu erhöhen und das Verletzungsrisiko zu mindern. Es erfolgt hauptsächlich durch aktive Übungen wie Einlaufen, Dehnungen und Lockerungen.
Zum Aufwärmen des Pferdes im Reitsport siehe Abreiten.

## Arten
Es werden verschiedene Arten des Aufwärmens unterschieden: Zum einen das allgemeine und das spezielle Aufwärmen, und zum anderen das aktive, das passive und das mentale Aufwärmen.
Das allgemeine Aufwärmen soll den Körper insgesamt leistungsfähig machen. Das geschieht durch Übungen, die der Erwärmung der großen Muskelgruppen dienen, zum Beispiel Einlaufen oder Radfahren.
Beim Warmlaufen genügen etwa fünf Minuten in zügigem Lauftempo, um das Herz-Kreislauf-System in Schwung zu bringen. Dem folgt üblicherweise eine etwa zehnminütige Kombination aus Dehn- und Kräftigungsübungen (Funktionsgymnastik, Stretching).
Zu ausgiebiges Dehnen sollte vermieden werden, da dadurch der Muskeltonus sinkt, was schnelle Kraftentwicklung und Bewegungen erschwert.
Beim speziellen (auch sportartspezifischen, lokalen oder gezielten) Aufwärmen hingegen werden durch spezielle Bewegungen wie leichten Muskelübungen und präzisen Dehnübungen genau diejenigen Muskeln erwärmt, die für die jeweilige Sportart oder Übung besonders benötigt werden. Durch Übungen wie Einturnen oder Einschießen werden Bewegungsautomatismen aufgefrischt und den aktuellen Bedingungen angepasst, darunter auch den Besonderheiten der Geräte oder der Anlage.
Das Vertrautmachen mit zum Beispiel der Bodenbeschaffenheit oder den Lichtverhältnissen kann dann auch genutzt werden, die richtige Ausrüstung für den Wettkampf zu wählen.
Beim aktiven Aufwärmen führt der Sportler Bewegungen praktisch aus. Dadurch ist eine bis zu sechsfache Durchblutungssteigerung zu erreichen.
Passives Aufwärmen dagegen geschieht zum Beispiel durch Massagen, Sonneneinstrahlung und heiße Duschen und trägt für sich allein kaum zu einer Leistungssteigerung oder Verletzungsprophylaxe bei, da es die Zielmuskulatur nicht ausreichend erwärmt und durchblutet. Es dient eher der zusätzlichen Vorbereitung des Körpers, etwa der Lockerung verspannter Muskeln.
Beim mentalen Aufwärmen stellt der Sportler sich die Übungen oder den Wettkampf lediglich vor. Das führt meist nicht oder nur in geringem Maße zu körperlichen Anpassungsprozessen, kann aber vor allem in technischen Disziplinen wie Turnen und Leichtathletik in Kombination mit aktivem Aufwärmen durchaus von großer Wirkung sein.
Auch in anderen Disziplinen kann es ratsam sein, vor der psychischen Belastung eines Wettkampfs Entspannungsübungen in das Aufwärmprogramm zu integrieren.

## Umfang

### Aufwärmzeit
Als optimale Aufwärmzeit gelten allgemein 20 bis 45 Minuten. Die eigentliche sportliche Aktivität sollte dann möglichst innerhalb von fünf bis zehn Minuten nach dem Aufwärmen begonnen werden, weil die Muskeltemperatur so lange aufrechterhalten wird und damit der volle Effekt des Aufwärmens erhalten bleibt. Danach verfliegt die Wirkung des Aufwärmens langsam und ist nach etwa 45 Minuten nicht mehr nachweisbar.
Die Geschwindigkeit des Wärmeverlusts hängt dabei unter anderem von der Bewegung und der Bekleidung ab.
Die Effektivität der Aufwärmarbeit hängt nicht nur von der Dauer, sondern auch von der Intensität ab. Ein zu umfangreiches Aufwärmen führt jedoch zur Übersäuerung der Muskeln und damit zur Beeinträchtigung von deren Leistungsfähigkeit und sollte daher vermieden werden.
Spezielles Aufwärmen sollte stets erst nach dem allgemeinen Aufwärmen geschehen. Die Belastung sollte dabei stufenweise an die Zielleistung angenähert werden.

### Faktoren
Die konkret angemessene Aufwärmzeit und die Intensität und Art der Aufwärmübungen lassen sich nur durch persönliche Erfahrung und Einschätzung des Sportlers selbst feststellen. Sie hängen von verschiedenen Faktoren ab, etwa der jeweiligen Sportart, dem Alter, Trainingszustand, Körperbau und der Einstellung des Sportlers, aber auch von der Tageszeit und den klimatischen Bedingungen.
Das Aufwärmen kann also auch innerhalb derselben Sportart sehr unterschiedlich gestaltet werden.
Zunächst ist das Aufwärmen auf die Anforderungen der jeweiligen Sportart auszurichten. Solche mit hohen Anforderungen an die Beweglichkeit erfordern vermehrtes Dehnen, Ausdauersportarten eher Übungen zur Steigerung der kardiopulmonalen Leistungsfähigkeit. Ein Ausdauersportler muss sich zudem eher länger aufwärmen als ein Spieler, der innerhalb des Wettkampfs noch die Möglichkeit einer gewissen Anlaufzeit erhält.
Mit zunehmendem Alter nimmt auch die Verletzungsgefahr zu, weshalb sich ältere Personen behutsamer und länger aufwärmen sollten.
Auch der Trainingszustand des Sportlers ist entscheidend. Ein zu intensives Aufwärmen bei einem untrainierten Sportler oder ein neues Aufwärmprogramm bei einem trainierten kann zu einer so starken Ermüdung führen, dass seine Leistungsfähigkeit verschlechtert und die Verletzungsgefahr erhöht wird.
Ferner kann die psychische Einstellung das Aufwärmen beeinflussen. Hohe Motivation und starke Leistungsorientierung kann die Wirkung des Aufwärmens verstärken (Vorstartzustand), eine negative Einstellung sie bremsen.
Ein weiterer Faktor ist die Tageszeit. Die körperliche Leistungsfähigkeit nimmt während fast des gesamten Tages zu. Nach dem Aufwachen dauert es eine gewisse Zeit, bis die verschiedenen Körperfunktionen ihre maximale Leistungsfähigkeit erreichen. Morgendliches Aufwärmen wird also mehr Zeit in Anspruch nehmen als zu einem späteren Zeitpunkt.
Auch die Außentemperatur und andere klimatische Bedingungen wirken auf den Ablauf des Aufwärmprozesses ein. Hohe Lufttemperatur verkürzt die Aufwärmzeit, Regen und Kälte verlängern sie.

## Physiologische Grundlagen
Durch die Arbeit großer Muskelgruppen vor allem beim allgemeinen Aufwärmen kommt es zu einem Anstieg der Körperkerntemperatur, womit nach der RGT-Regel auch die Geschwindigkeit der Stoffwechselvorgänge ansteigt. Durch die gesteigerte Temperatur kommt es zu einer Zunahme der aeroben und anaeroben Enzymaktivitäten, was für die Substratverarbeitung wichtig ist. Auch die erhöhte Durchblutung sorgt für eine verbesserte Substrat- und Sauerstoffversorgung. Die gesteigerte Erregbarkeit des Zentralnervensystems führt zu einer schnelleren Reaktions- und Kontraktionsgeschwindigkeit, die größere Empfindlichkeit der Sinnesrezeptoren zu erhöhter koordinativer Leistungsfähigkeit. Auch werden die Muskeln, Sehnen und Bänder durch die erhöhte Körpertemperatur elastischer (verringerte Muskelviskosität), womit die Anfälligkeit für Muskelfaser-, Sehnen- und Bänderrisse sinkt.
Durch die dosierte Belastung der Gelenke beim Aufwärmen wird die Produktion von Synovia erhöht. Der hyaline Gelenkknorpel wird dicker, wodurch einwirkende Druck- und Scherkräfte besser absorbiert werden. Dies erhöht die Belastbarkeit der Gelenke, die Belastungsspitzen dann besser verkraften, die Verletzungsgefährdung sinkt.
Die Steigerung des Herz- und Atemzeitvolumens sowie die Erhöhung der zirkulierenden Blutmenge und des Blutdrucks durch das Aufwärmen kann vor allem in Ausdauerdisziplinen entscheidend sein. Ohne Aufwärmen treten diese Effekte erst mit einer leistungsmindernden Startverzögerung ein. Das Aufwärmen kann helfen, diese so gering wie möglich zu halten und früher einen Steady State zu erreichen.
Das allgemeine aktive Aufwärmen führt auch zu einer Erhöhung der psychischen Leistungsbereitschaft. Es kommt zu einer Aktivierung zentraler Strukturen und damit zu einem erhöhten Wachzustand und eine verbesserte Wahrnehmung.
Während beim allgemeinen Aufwärmen allgemein das Blut mobilisiert und die Körperkerntemperatur erhöht wird, wird beim speziellen Aufwärmen konkret die Arbeitsmuskulatur vermehrt durchblutet, mit Sauerstoff und Substraten versorgt und auf Arbeitstemperatur gebracht. Die Umverteilung des Blutes in die Arbeitsmuskulatur versetzt diese in Verbindung mit paralleler Kapillarisierung und enzymatischer Aktivitätserhöhung auch in die Lage, maximale Stoffwechselleistungen zu erbringen.
Ein nicht aufgewärmter Körper ist sensorisch, motorisch und damit koordinativ deutlich weniger leistungsfähig. Die Ansprechbarkeit der Muskelspindeln ist dort wesentlich reduziert und auch die Hautrezeptoren für Druck und Berührung sind bei geringeren Temperaturen wesentlich weniger empfindlich.
Wenn die Arbeitsmuskulatur in der Eingangsphase der Belastung nicht genügend Sauerstoff erhält und damit die Rate der sauren Stoffwechselprodukte erhöht, kann es zu Seitenstechen und frühzeitiger Ermüdung kommen.

## Weitere Konzepte
Das Gegenstück zum Aufwärmen ist der Cool Down (oder Abkühlen), mit dem nach dem Ende der Belastung mit ähnlichen Übungen wie beim Aufwärmen der Kreislauf wieder heruntergefahren werden soll.
Ein konträres Konzept zum Aufwärmen ist das Precooling, bei dem der Körper in Vorbereitung auf sportliche Leistungen insbesondere bei hohen Umgebungstemperaturen heruntergekühlt statt erwärmt wird. Das Kühlen findet dabei beispielsweise mit kaltem Wasser oder Kühlbekleidung statt. Das Konzept ist maßgeblich im Zuge der in warmem Klima ausgetragenen Olympischen Spiele 1996, 2000 und 2004 entwickelt worden und fand unter Sportwissenschaftlern seither nur langsam Akzeptanz.